# Sejtelmélet

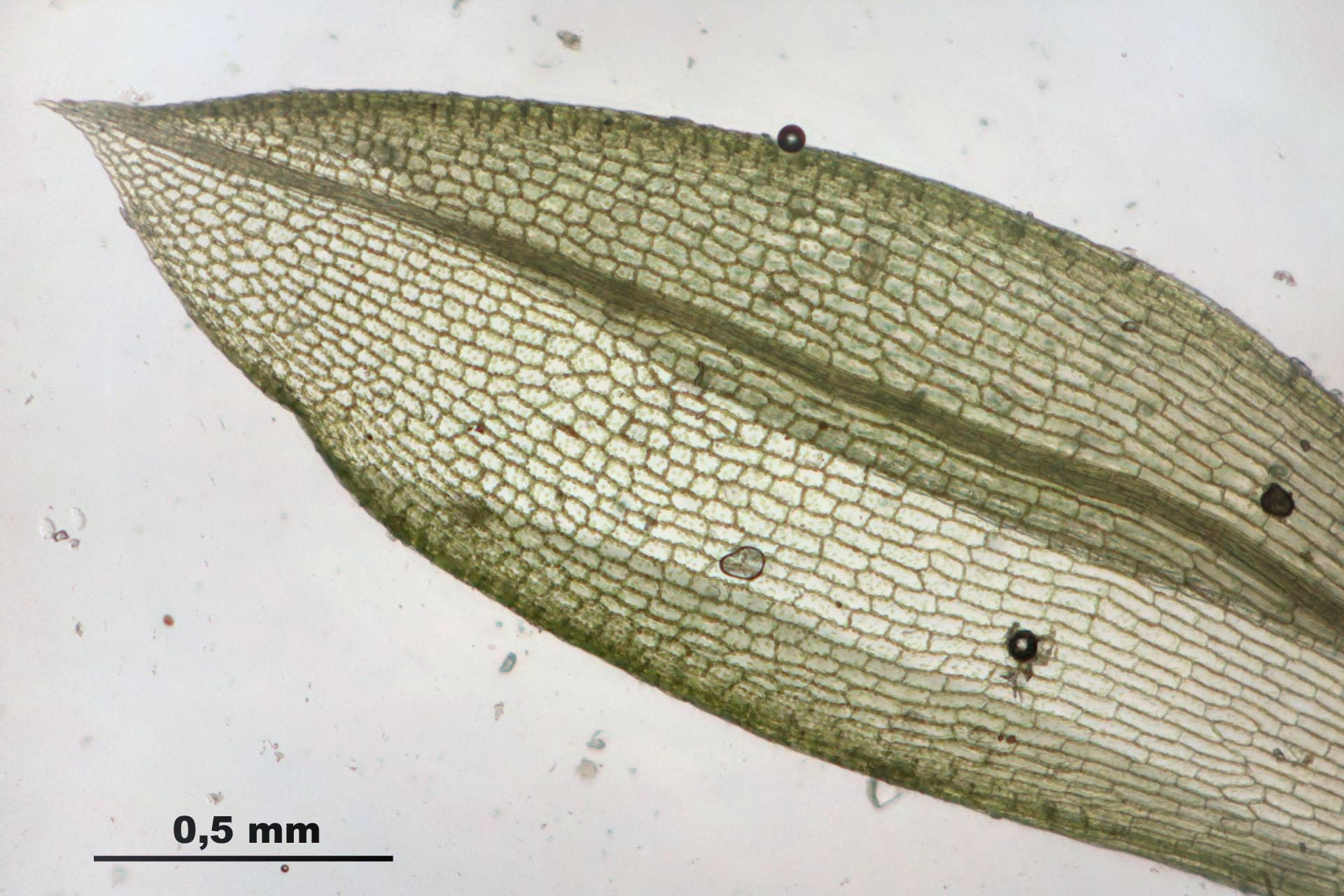
Mohalevél mikroszkopikus szerkezete

A sejtelmélet a biológia egyik alapvető felismeréseként azt mondja ki, hogy minden növény és állat (beleértve szerveiket is), bármilyen sokfélék legyenek is, csak sejtekből épülnek fel. Az elmélet következtében ismerték fel, hogy a növekedés folyamata egyre több sejt létrejöttének eredménye és a szaporodás is sejtalapú. Új sejtek csak korábban meglévőkből alakulhatnak ki, élettelen anyagból való spontán létrejöttük soha nem figyelhető meg. A sejtelméletet a német Matthias Schleiden és Theodor Schwann dolgozta ki és lényegét Rudolf Virchow fogalmazta meg frappánsan: omnis cellula e cellula (minden sejt sejtből keletkezik).

## A sejtelmélet története
A sejtelmélet fejlődése szorosan kapcsolódik a sejtbiológia (citológia) történetéhez. A mikroszkóp feltalálása és tökéletesítése lehetővé tette a növények anatómiai finomszerkezetének tanulmányozását. A sejt (latinul cellula) kifejezést először az angol Robert Hooke használta 1665-ben a parafa szövetében talált apró kamrákra, később pedig más növényekben is talált hasonló struktúrákat. 
A német Lorent Oken 1805-ös tanulmányában feltételezte hogy az apró hólyagocskákat "ősnyálka" tölti ki. 1830-ban Franz Julius Ferdinand Meyen orvos és botanikus a Phytotomy című tankönyvében leírta a növényi szervek sejtekből álló mikroszkopikus szerveződését. Ugyanebben az évben Karl Heinrich Baumgärtner patológus közzétette elméletét az embriológiai szférikus képződési elméletét, amelyet a sejtelmélet előfutárának tartanak.
A sejtelméletet először Matthias Jakob Schleiden fogalmazta meg 1838-ban, de csak a növényekre vonatkozóan. Ugyanebben az évben Theodor Schwann kiterjesztette teóriáját az állati szervezetekre is, majd az elméletet a "Mikroszkópos vizsgálatok az állatok és növények szerkezetének és növekedésének egyezőségéről" (Mikroskopische Untersuchungen über die Übereinstimmung in der Struktur und dem Wachstum der Tiere und Pflanzen) c. 1839-ben megjelent művében foglalta össze. Schwann azt is megállapította, hogy a petesejt egyetlen sejt, amelyből végül teljes szervezet fejlődik ki.
Az elméletet az 1850-es években Rudolf Virchow az orvostudományban is alkalmazta. 1858-ban közzétette sejtkórtani elméletét, amely szerint a betegségek a szervezet sejtjeinek rendellenességein alapulnak; ez a felismerés ma is a patológia egyik alappillére. A mikroorganizmusok patológiai szerepéről Virchow még nem tudott. Néhány évvel később Louis Pasteur munkássága végleg diszkreditálta az élet spontán keletkezésének elméletét.

## A sejtelmélet tételei
A sejtelmélet ma is elfogadott állításai a következők:
- Minden szervezet egy vagy több sejtből áll.
- A sejtek mindig más sejtekből keletkeznek sejtosztódás útján.
- Alapvető szerkezetét illetően és biokémiai szempontból minden sejt lényegében egyforma.
- A sejt a szervezetek felépítésének és működésének alapegysége.
- Az alapvető anyagcsere a sejteken belül zajlik.
- A genetikai anyag és az örökletes információ a sejtosztódás során öröklődik.

Az élet egyes definíciói szerint az olyan nem sejt alapú organizmusok, mint a vírusok is élőnek tekinthetők, így a sejtelmélet alól lehetnek kivételek. Az életnek azonban nincs általánosan elfogadott meghatározása.

## Fordítás
- Ez a szócikk részben vagy egészben  a   Zelltheorie című német Wikipédia-szócikk ezen változatának fordításán alapul.  Az eredeti cikk szerkesztőit annak laptörténete sorolja fel. Ez a jelzés csupán a megfogalmazás eredetét és a szerzői jogokat jelzi, nem szolgál a cikkben szereplő információk forrásmegjelöléseként.